# Ken Jones Aerodrome
Ken Jones Aerodrome is een vliegveld gelegen op 10 km ten westen van Port Antonio, Jamaica. Het is een klein vliegveld dat uitsluitend gebruikt wordt voor privéjets. Tot medio 2013 werd het ook bediend door binnenlandse vluchten. Toeristen die het noordoosten van Jamaica bezoeken maken wel gebruik van dit vliegveld.

## Luchtvaartmaatschappijen en bestemmingen
Er zijn geen reguliere vluchten meer naar het Ken Jones Aerodrome.